# Francisco Gomes de Amorim

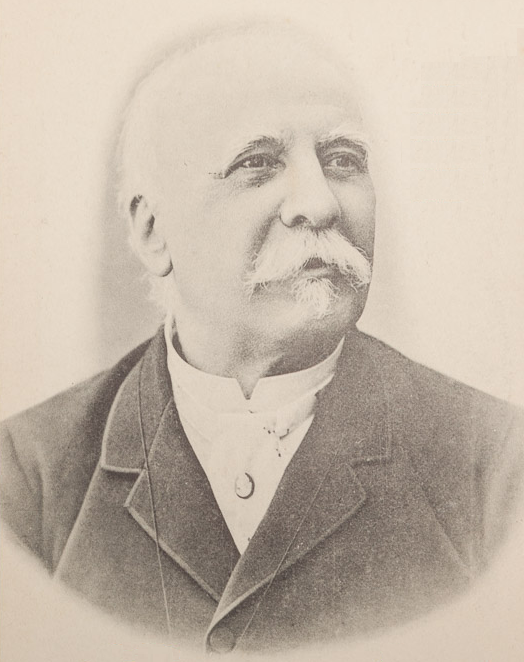
Francisco Gomes de Amorim

Francisco Gomes de Amorim, född 13 augusti 1827, död 4 november 1891, var en portugisisk författare.
Gomes de Amorim debuterade som lyriker och ägnade sig sedan åt dramatiskt och novellistiskt författarskap. Både hans dramer och hans berättelser, främst sjöromanen O Amor da patria, vann stor uppskattning. Förtjänstfull är hans biografi över Almeida Garrett (tre band, 1881-84), en på basen av en bred och intressant tidsskildring gjord panegyrik av hans store gynnare och vän.